# Cumbria
Cumbria (engleski: /kʌmbriə/, lokalno: /kʊmbɾiə/) je nemetropolitanska i ceremonijalna grofovija smještana u regiji Sjeverozapadna Engleska.
 
Unutar Cumbrie nalazi se Nacionalni park Lake District, koji se smatra jednim od najjačih turističkih područja Ujedinjenog Kraljevstva.
 
Upravno, sudsko i administrativno sjedište grofovije (County town) je grad Carlisle.
 Lake District je stoljećima pružao inspiraciju generacijama britanskih umjetnika koji su se tu nastanjivali i stvarali.
 
Najviši vrh u okrugu (ali i u Engleskoj) je Scafell Pike
 koji je visok 978 m. Dijelovi Hadrijanovog zida mogu se vidjeti u najsjevernijim područjima grofovije, te u Carlisleu i oko njega.

## Etimologija toponima
Tajanstveno keltsko kraljevstvo Rheged bilo je jedno od kraljevstava Hen Ogled ("Stari sjever"), u ranom srednjem vijeku, inače britonske skupine keltske govorne regije današnje sjeverne Engleske i južne Škotske.
Kraljevstvo Rheged se protezalo južno od Hadrijanovog zida i obuhvaćao je modernu grofoviju Cumbria i vjerojatno dijelove Lancashirea i južne Škotske. 

Ime grofovije Cumbria potječe od stare keltske riječi Kombroges što znači 'drugovi', odnosno Cymry, kako su sebe Kelti nazivali u velškoj inačici te riječi, dok su Anglosaksonci za njih koristili ime - Wealas koje je značilo stranci.

## Granice i administrativne podjele
Cumbria graniči s grofovijama Northumberland, Durham, Sjeverni Yorkshire, Lancashire te škotskim namjesničkim područjima Dumfries i Roxburgh, Ettrick & Lauderdale. Prirodne granice čine Irsko more do zaljeva Morecambe na zapadu i planinski masiv Penines na istoku. Sjeverna granica proteže se od Solway Firth-a duž škotske granice do Northumberlanda. Grofovija je podijeljena na pet okruga: Allerdale, Barrow-in-Furness, Carlisle, Copeland, Eden i South Lakeland.
 Grofovija ima 6 zastupnika u Donjem domu parlamenta koji predstavljaju općine Carlisle, Penrith & The Border, Workington, Copeland, Westmorland & Lonsdale te Barrow in Furness.

## Povijest
Grofovija Cumbria u današnjim granicama stvorena je 1974. godine Zakonom o lokalnoj samoupravi iz 1972. godine, spajajući sada ukinute grofovije Cumberland i Westmorland, a dodajući područje Furness iz grofovije Lancashire te dio Yorkshirea (prije poznat kao ruralni okrug Sedbergh).
 
Naziv "Cumbria" već se stoljećima koristio za to područje međutim, nakon uspostave Cumbrije kao ne-metropolitanske grofovije neki, a posebno starosjedioci tog područja, pozivajući se na područje Furness, i dalje ju nazivaju tradicionalnim imenom "Lancashire". Nasuprot njima ostali, poput lokalne uprave, turističkih brošura o Nacionalnom parku Lake District, prirodnim i povijesnim ljepotama cijele grofovije, kao i većina posjetitelja nazivaju to područje svojim službenim imenom "Cumbria".

## Galerija
- Ulaz u dvorac Carlisle.
- Očuvani dio 
 Hadrijanovog zida.
- Centar Carlislea.
- Opatija Furness,
 jedan od najmoćnijih engleskih samostana u srednjem vijeku.